# Najnidae
Najnidae (лат.) — семейство ракообразных из отряда бокоплавов (Hyaloidea, ранее в Talitroidea, Gammarida).

## Описание
Тело латерально сжато. Глаза хорошо развиты, круглые или яйцевидные. Кальцеоли антенны 1-2 отсутствуют. Антенна 1 равна по длине антенне 2; педункулярный членик 1 немного длиннее членика 2; членик 2 равен или немного длиннее членика 3; членик 3 короче членика 1. Гнатопод 2 субчешуйчатый; сходен у самцов и самок (не имеет полового диморфизма); карпус слегка выдается за задний край проподуса. Переоподы 3-4 не имеют полового диморфизма. Переопод 4 с небольшой задневентральной лопастью. Переопод 5 короче, чем переопод 6; кокса с задневентральной лопастью. Переопод 7 длиннее переопода 5. Плеониты 1-3 без дорсальных килей. Уросомиты 1-3 свободные; без тонких или крупных дорсальных волосков. Уросомит 1 без крупной дистовентральной крупной щетинки. Уросомит 2 без дорсальных волосков. Уропод 1 без базофациальных крупных волосков. Уропод 3 одночлениковый, без ворсистых щетинок. Тельсон целый; дорсальные или латеральные крупные волоски отсутствуют; апикальные крупные волоски присутствуют или отсутствуют.

## Распространение
Встречаются в северной части Тихого океана у побережья Дальнего Востока России, Канады, США и Японии.

## Классификация
Включает 2 рода и около 10 видов. Семейство было впервые выделено в 1972 году американским зоологом Джерри Лоренсом Барнардом (Jerry Laurens Barnard, 1928—1991). Включено в состав Hyaloidea. До 2019 года семейство включалось в Talitroidea.
Ранее (Serejo 2004) этот таксон рассматривали как подсемейство Najninae в составе Dogielinotidae. В 2013 году был подтверждён его статус на уровне семейства. Najnidae отличаются от других талитроидных таксонов отсутствием нижнечелюстного моляра и наличием бесполых диморфных вторых гнатоподов.
- Carinonajna Bousfield & Marcoux, 2004[4]
  - Carinonajna barnardi Bousfield & Marcoux, 2004
  - Carinonajna bicarinata Bousfield & Marcoux, 2004
  - Carinonajna bispinosa Bousfield & Marcoux, 2004
  - Carinonajna botanica Bousfield & Marcoux, 2004
  - Carinonajna carli Bousfield & Marcoux, 2004
  - Carinonajna kitamati (J.L. Barnard, 1979)[9]
  - Carinonajna lessoniophila Bousfield & Marcoux, 2004
  - Carinonajna longimana Bousfield & Marcoux, 2004
  - Carinonajna oculata Bousfield & Marcoux, 2004

- Najna Derzhavin, 1937[10]
  - Najna amchitkana Bousfield & Marcoux, 2004
  - Najna consiliorum Derzhavin, 1937[10]
  - Najna parva Bousfield & Marcoux, 2004